# Mike Curb
Michael Charles „Mike“ Curb (* 24. Dezember 1944 in Savannah, Georgia) ist ein US-amerikanischer Musiker, Komponist, Musikverleger, Rennstallbesitzer und Politiker. Zwischen 1979 und 1983 war er Vizegouverneur des Bundesstaates Kalifornien.

## Werdegang
Mike Curb begann nach dem College zunächst eine Laufbahn in der Musikindustrie. In den 1960er und 1970er Jahren machte er sich einen Namen als Komponist von Hits für verschiedene Interpreten. Außerdem schrieb er die Musik für einige Filme. Er gründete mit Curb Records auch sein eigenes Label. In den 1980er Jahren stieg er auch in die Autorennbranche ein und unterhielt seinen eigenen NASCAR-Rennstall. Diesem Sport ist er bis heute verbunden. Politisch schloss er sich der Republikanischen Partei an. 1977 gehörte er deren Bundesvorstand an.
1978 wurde Curb zum Vizegouverneur von Kalifornien gewählt. Dieses Amt bekleidete er zwischen 1979 und 1983. Dabei war er Stellvertreter des demokratischen Gouverneurs Jerry Brown und Vorsitzender des Staatssenats. In dieser Zeit musste er den Gouverneur einige Male während dessen Abwesenheit vertreten. Im Jahr 1982 strebte er erfolglos die Nominierung seiner Partei für das Amt des Gouverneurs an. Vier Jahre später bewarb er sich ebenso ohne Erfolg um die Rückkehr in das Amt des Vizegouverneurs.
Nach dem Ende seiner Zeit als Vizegouverneur setzte Mike Curb seine Aktivitäten in der Unterhaltungsbranche und im Autorenngeschäft fort.